# Justine Lerond
Justine Lerond (* 29. Februar 2000 in Metz) ist eine französische Fußballspielerin.

## Vereinskarriere
Justine Lerond spielte bereits während ihrer Kindheit nahe ihrem lothringischen Wohnort zwischen Metz und Forbach Fußball, zunächst beim MJC Volmerange-lès-Boulay und 2012/13 bei CA Boulay. Wie bei kleinen Klubs in Frankreich üblich, spielten bis zur D-Jugend Mädchen und Jungen in gemischten Mannschaften zusammen. Anschließend wechselte sie zu einem Verein aus ihrer Geburtsstadt, wo sie gleichfalls nur ein Jahr blieb, denn 2014 erfüllte der FC Metz eine Auflage des französischen Fußballverbands FFF, wonach alle professionellen Klubs eine Frauenfußballabteilung einrichten mussten. Dazu hatten die Messins die AS Algrange inkorporiert, deren Ligamannschaft gerade den Aufstieg in die Division 1 Féminine geschafft hatte, wo sie zunächst als FC Metz-Algrange antrat.
Dessen Jugendabteilung schloss Lerond sich im selben Jahr an, und bereits Anfang 2016 stand die erst 15-Jährige bei zwei Landespokalspielen im Tor der Frauenelf. Nachdem sie im Sechzehntelfinale gegen FF Yzeure Allier Auvergne im notwendigen Elfmeterschießen zwei gegnerische Strafstöße abgewehrt und Metz dadurch zum Weiterkommen verholfen hatte, stellte der Trainer sie im Viertelfinale erneut auf. Darin unterlag ihre Frauschaft bei Paris Saint-Germain dann aber deutlich, und Lerond konnte Treffer durch Ouleymata Sarr, Cristiane und Marie-Laure Delie nicht verhindern. In der anschließenden Saison – zu der Metz in die höchste Liga zurückgekehrt war – stellte der Trainer die Jugendliche bereits in acht Punktspielen auf; allerdings waren die Lothringerinnen nicht wirklich konkurrenzfähig und beendeten die Spielzeit abgeschlagen als Schlusslicht. Lerond, die für eine Torfrau mit 1,69 m nicht eben Gardemaß für diese Position aufweist, kam auch in der Division 2 regelmäßig zu Einsätzen; 2018 wurde sie endgültig zur Stammspielerin bei der „Fahrstuhlmannschaft“, die in dieser Saison als Meister der D2F auf- und zwei Jahre später wieder abgestiegen ist. Auch 2022/23 spielt Lerond mit dem FC Metz zweitklassig.

### Stationen
- 2007–2012 MJC Volmerange-lès-Boulay
- 2012/13 CA Boulay-Moselle
- 2013/14 APM Metz
- seit 2014 FC Metz

## Als Nationalspielerin
Justine Lerond hat zunächst die französischen Jugendauswahlteams durchlaufen, in denen sie ganz überwiegend die Nummer eins war. Mit der B-Jugend (U-16/U-17) bestritt sie 17 Partien und nahm unter der Trainerin Sandrine Soubeyrand 2017 an der Europameisterschaftsendrunde teil, in der die Französinnen nach der Gruppenphase ausschieden. Bei der A-Jugend (U-19) brachte Lerond es auf 20 Länderspiele; im Dezember 2018 gewann dieses Team das Einladungsturnier Nike International Friendlies in den USA, an dessen Ende sie als beste Torhüterin ausgezeichnet wurde. Auch im folgenden Jahr (2019) war sie für Trainer Gilles Eyquem die erste Wahl, als Frankreich bei der Europameisterschaft in Schottland den Titel gewann.
Bei den U-20-Juniorinnen (sechs Einsätze insgesamt) hatte Eyquem sie anlässlich der Weltmeisterschaft im eigenen Land bereits im Jahr vor diesem Titelgewinn in seinen Kader aufgenommen, diesmal allerdings nur als zweite Torhüterin hinter Mylène Chavas. In diesem Turnier, das die Bleuettes auf Rang vier beendeten, sprang Justine Lerond in einem Gruppenspiel noch während der ersten Halbzeit für Chavas ein und stand beim Spiel um den dritten Platz in der Anfangsformation. Im Herbst 2019 holte der Trainer sie zu einem Vorbereitungslehrgang auf die dann coronabedingt um zwei Jahre verschobene U-20-Weltmeisterschaft.
Die Corona-Pandemie behinderte auch den Spielbetrieb von Frankreichs „zweitem Anzug“, der früher Équipe de France B und neuerdings U-23 genannten Nationalfrauschaft. Für diese wurde Lerond 2021 und 2022 bei drei Freundschaftsspielen eingesetzt.
Für die A-Nationalelf hingegen stand sie zwar erstmals schon im Sommer 2019 im Kader, aber ein Länderspiel hat sie dort bisher noch nicht bestritten. (Stand: 31. Mai 2022)
Nach dem verletzungsbedingten Ausfall von Solène Durand für die Fußball-Europameisterschaft der Frauen 2022 entschied sich Nationaltrainerin Corinne Diacre allerdings dafür, Lerond als dritte Torfrau hinter Pauline Peyraud-Magnin und Mylène Chavas in ihr EM-Aufgebot zu berufen. Auf die Frage, weshalb sie statt einer Spielerin aus der zweiten Liga nicht lieber die routinierte Sarah Bouhaddi mitnehme, begründete Diacre ihren Schritt: „Justine ist die Stammtorfrau der U-23; also erschien es uns nur logisch, dass sie an die Tür der A-Frauschaft klopft.“

## Palmarès
- U-19-Europameisterin 2019
- Französische Zweitligameisterin 2018